# Erik "Kusken" Johansson
Nils Erik August "Kusken" Johansson, född 17 mars 1904 i Bredaryds församling, död 27 april 1932 i Jonsereds bruksförsamling, var en svensk fotbollsspelare (vänsterback/centerhalv).
Johansson kom från Jonsereds IF till Gais inför säsongen 1927/1928. Han spelade sammanlagt 44 allsvenska matcher för Gais och gjorde ett mål. Lejonparten av dessa spelade han säsongen 1927/1928 (21 matcher, 1 mål) och 1928/1929 (20 matcher). Han avled i april 1932 i lunginflammation, bara 28 år gammal. Sjukdomsförloppet var hastigt; han lämnade den 22 april återbud till Gais B-lagsmatch mot AIK den 24 april på grund av en förkylning, och avled en vecka senare.
Johansson beskrevs som en "mycket sympatisk spelare" som aldrig tog till ojusta metoder. Noterbart är att minst två andra Erik Johansson har spelat för Gais – Erik "Snejsarn" Johansson (åren 1922–1927 och 1930–1933) och Erik Berg (2011–2012; Johansson var hans namn som ogift).